# Crime Against Joe
Crime Against Joe è un film del 1956 diretto da Lee Sholem.
È un thriller poliziesco a sfondo noir statunitense con John Bromfield, Julie London, Henry Calvin e Patricia Blair.

## Produzione
Il film, diretto da Lee Sholem su una sceneggiatura di Robert C. Dennis e un soggetto di Decla Dunning, fu prodotto da Howard W. Koch per la Bel-Air Productions e la Northridge Productions e girato a Tucson, Arizona. Il titolo di lavorazione fu Case Against Joe.

## Distribuzione
Il film fu distribuito negli Stati Uniti dal 21 marzo 1956 al cinema dalla United Artists. È stato distribuito anche in Grecia con il titolo Epiasan ton Fantoma.

## Promozione
Le tagline sono:
- HE WAS ACCUSED OF THE FOULEST ACT A MAN CAN COMMIT!
- THE WORST ACT A MAN CAN COMMIT!
- Her scream stabbed through the night... and opened the floodgates to a town's reign of terror!